# Luís Fernando Sepúlveda
Luís Fernando Sepúlveda Villar (nascido em 8 de abril de 1974) é um ciclista chileno que participa em competições de ciclismo de pista e estrada. Representando seu país, ele conquistou uma medalha de ouro nos Jogos Pan-Americanos de 2007, em Rio de Janeiro, Brasil. Também participou em dois Jogos Olímpicos, em Atlanta 1996 e Sydney 2000.